# Цеховик
Цехови́к — подпольный предприниматель в СССР. Благоприятной почвой для деятельности цеховиков были неспособность советской экономической системы решить проблему хронического товарного дефицита в стране, а также коррупция, для которой повсеместный дефицит был благодатной почвой.
Вызванная политикой Перестройки легализация предпринимательской деятельности в конце 1980-х годов привела к исчезновению цеховиков как класса экономических субъектов, нарушающих советское законодательство, ранее запрещавшее частную предпринимательскую деятельность.

## Суть явления
Феномен подпольности заключался в том, что официально было невозможно ни организовать предприятие, ни продавать произведённую продукцию. Поэтому цеховики нашли выход — официальной государственной структурой производилась подпольная продукция и неофициальной теневой структурой эта продукция продавалась. Или наоборот — продукция производилась теневой структурой, но сбывалась через государственные торговые организации. Вариант, при котором всё было полностью незаконным, был менее распространён, так как его было сложнее осуществить на практике, и он слишком легко выявлялся органами ОБХСС.
Сырьё и материалы для подпольного производства приобрести законно обычно было невозможно. Поэтому для решения этой проблемы были задействованы государственные производственные предприятия — как правило, предприятия местной промышленности — которые служили основной сырьевой и производственной базой цеховиков. Путём завышения потребности в сырьевых материалах, приписок, экономии материалов, составления актов о списании и уничтожении под надуманным предлогом фактически пригодных материалов и сырья и другими способами, из государственной собственности изымались излишки, которые затем использовались в производстве неучтённой продукции. Дополнительную продукцию, как правило, изготавливали рабочие того же предприятия. В большинстве случаев они не подозревали о том, что их труд используется цеховиками в корыстных целях. Произведённая продукция тайно вывозилась для её последующего складирования и реализации на чёрном рынке или через государственную оптово-розничную торговую сеть.
Деятельность цеховиков часто переплеталась с таким понятием, как «толкач» (так на сленге советского времени назывались снабженцы предприятий, вынужденные действовать в условиях плановой экономики), поскольку предприятие не всегда могло официально закупить необходимое сырьё и официально продать произведённый продукт.
В криминальные синдикаты цеховиков зачастую были вовлечены должностные лица государственных органов, призванные вести борьбу с хищениями государственной собственности, включая ревизоров, следователей и других сотрудников правоохранительных органов. Эти лица получали от цеховиков взятки и по этой причине были заинтересованы в том, чтобы экономические преступления оставались нераскрытыми.

## История
Цеховики появились в СССР с ликвидацией на рубеже 1920-х — 1930-х годов частной собственности на средства производства и внедрением государственного планового управления экономикой.
Первым из преданных в СССР публичной огласке случаев разоблачения цеховиков советскими правоохранительными органами стал арест Шая Шакермана. Будучи начальником мастерских в психоневрологическом диспансере, в 1958 году Шакерман закупил промышленные швейные и вязальные машины, которые тайком установил в бараках лечебницы и задействовал её пациентов для пошива модных в то время вещей. В 1962 году Шакерман был арестован, а в 1963 году, вместе с сообщником Борисом Ройфманом (директором Перовской текстильной фабрики, имевшим 60 подпольных предприятий в разных регионах страны) — приговорён к смертной казни. При обысках у них было изъято ценностей на сумму около 3,5 млн рублей.
В 1970-е годы повышение спроса на товары народного потребления (особенно одежду, обувь, запчасти к автомобилям) и разложение правоохранительных структур способствовали активизации деятельности цеховиков. Этот период также характеризуется повышением эффективности цехового производства, использованием отходов производства в качестве сырья и более высоким качеством выпускаемой продукции.
В конце 1980-х годов деятельность цеховиков была узаконена в связи со снятием ограничений на негосударственную предпринимательскую деятельность.
Известные группировки
- Меховая мафия СССР